# Gerry Sorensen
Geraldine Ann Sorensen detta Gerry (Kimberley, 15 ottobre 1958) è un'ex sciatrice alpina canadese, campionessa del mondo nella discesa libera a Schladming 1982.

## Biografia
Specialista delle prove veloci, in Coppa del Mondo Gerry Sorensen ottenne il primo risultato di rilievo il 12 dicembre 1980 a Limone Piemonte classificandosi 12ª in combinata e conquistò la prima vittoria, nonché primo podio, l'8 febbraio 1981 a Haus in discesa libera; ai Mondiali di Schladming 1982 vinse la medaglia d'oro nella discesa libera.
Nella stagione 1983-1984 in Coppa del Mondo conquistò le ultime vittorie in carriera, nonché ultimi podi, nella discesa e nella combinata di Puy-Saint-Vincent del 7 e dell'8 gennaio; disputò inoltre i XIV Giochi olimpici invernali di Sarajevo 1984, sua unica presenza olimpica, concludendo 6ª nella discesa libera; il 4 marzo seguente ottenne l'ultimo piazzamento della sua attività agonistica, il 12º posto nel supergigante di Coppa del Mondo disputato a Mont-Sainte-Anne.

## Palmarès

### Mondiali
- 1 medaglia:
  - 1 oro (discesa libera a Schladming 1982)

### Coppa del Mondo
- Miglior piazzamento in classifica generale: 12ª nel 1982 e nel 1984
- 6 podi (5 in discesa libera, 1 in combinata):
  - 5 vittorie (4 in discesa libera, 1 in combinata)
  - 1 terzo posto

#### Coppa del Mondo - vittorie
| Data            | Località          | Paese    | Specialità |
| --------------- | ----------------- | -------- | ---------- |
| 8 febbraio 1981 | Haus              | Austria  | DH         |
| 13 gennaio 1982 | Grindelwald       | Svizzera | DH         |
| 14 gennaio 1982 | Grindelwald       | Svizzera | DH         |
| 7 gennaio 1984  | Puy-Saint-Vincent | Francia  | DH         |
| 8 gennaio 1984  | Puy-Saint-Vincent | Francia  | KB         |

Legenda:

DH = discesa libera

KB = combinata

### Campionati canadesi
- 8 medaglie[1]:
  - 2 ori (discesa libera nel 1981; discesa libera nel 1983)
  - 1 argento (discesa libera nel 1984)
  - 5 bronzi (discesa libera, combinata nel 1980; slalom gigante nel 1981; slalom gigante nel 1983; slalom gigante nel 1984)